# Agro-Goliador Kiszyniów
Agro-Goliador Kiszyniów (rum. Fotbal Club Agro-Goliador Chișinău) – mołdawski klub piłkarski z siedzibą w Kiszyniowie, stolicy Mołdawii.

## Historia
Chronologia nazw:
- 1990—1992: Constructorul Kiszyniów (ros. «Конструктурул» Кишинёв)
- 1992—1993: Constructorul-Agro Kiszyniów
- 1993—2004: Agro Kiszyniów
- 2004—2005: Agro-Goliador Kiszyniów

Drużyna piłkarska Constructorul Kiszyniów została założona w mieście Kiszyniów w 1990.
Po uzyskaniu niepodległości Mołdawii w 1992 debiutował w Wyższej Ligi Mołdawii, w której występował do 2004. W sezonie 1992/93 nazywał się Constructorul-Agro Kiszyniów, a potem zmienił nazwę na Agro Kiszyniów. W sezonach 1996/97 i 1997/98 zajmował przedostatnie miejsce w Divizia Națională, ale w barażach utrzymał się w lidze. W sezonie 2003/2004 zajął ostatnie 8. miejsce i spadł do Divizia A. W sezonie 2004/2005 z nową nazwą Agro-Goliador Kiszyniów startował w Divizia A, w której zajął przedostatnie 15. miejsce i spadł do trzeciej ligi. Przed startem nowego sezonu został rozwiązany.

## Sukcesy
- 4. miejsce w Divizia Națională: 1995/96
- Ćwierćfinał Pucharu Mołdawii: 2001/02, 2002/03, 2003/04